# Hans Geisow
Hans Geisow (* 17. August 1879 in Frankfurt am Main; † 15. Januar 1939 ebenda) war ein deutscher Chemiker, Sportfunktionär und nationalsozialistischer Kulturpolitiker. Nach der sogenannten Machtergreifung 1933 war der überzeugte Nationalsozialist kurzzeitig Intendant des Frankfurter Schauspiels.

## Leben
Geisow war mütterlicherseits mit Johann Wolfgang Textor verwandt. Er studierte Chemie an der Universität München und wurde 1902 promoviert. Seit 1904 arbeitete er im analytischen Labor der Cassella und war von 1919 bis 1931 Leiter der analytischen Abteilung der I.G. Farben.
Von 1919 bis 1930 amtierte er als Präsident des Deutschen Schwimm-Verbandes, als dieser zu einem der größten deutschen Fachverbände anwuchs. Zum 1. Oktober 1930 trat er der NSDAP bei (Mitgliedsnummer 324.245). Der bekennende Nationalsozialist trat 1930 als DSV-Präsident in Folge der „Geisow-Affäre“ zurück, nachdem er in einem Beitrag für das Verbandsblatt mit dem Aufruf „Schwimm-Verband erwache!“ einen „völkischen Sport im Sinne des Nationalsozialismus“ gefordert hatte.
Geisow gehörte 1931 zu den Unterzeichnern der Eingabe der Wirtschaftspolitischen Vereinigung Frankfurt am Main. Er war ab 1931 hauptamtlicher Leiter der Abteilung Volksbildung im Gau Hessen-Nassau und Mitglied des Kampfbundes für deutsche Kultur. Nach der Machtergreifung wurde er am 28. März 1933 kommissarischer Intendant des Schauspiels Frankfurt. In seiner programmatischen Antrittsrede am 1. April 1933, dem Tag des Judenboykotts, unterstrich Geisow die „Blutgebundenheit der Kunst“, bezeichnete die Weltliteratur als „Erfindung des liberalistischen Zeitalters“ und erklärte Juden an den „deutschen“ Städtischen Bühnen für unerwünscht.
In der Folge verloren die Städtischen Bühnen schlagartig etwa 50 Prozent der Abonnenten und gerieten in eine schwere wirtschaftliche und künstlerische Krise, da auch alle jüdischen Schauspieler und Regisseure entlassen wurden. Da Geisow in der Führung des Schauspiels auch administrativ versagte, wurde er bereits im Juni 1933 entlassen und durch Hans Meissner, einen Günstling des nationalsozialistischen Oberbürgermeisters Friedrich Krebs, ersetzt. Geisow zog sich nach Miltenberg zurück, wo er bis zu seinem Tod als freier Schriftsteller lebte.

## Werke (Auswahl)
- Die Seele des Dritten Reiches, Leipzig 1933
- So wurde ich Nationalsozialist. Ein Bekenntnis, München 1931
- Mein Buch vom Deutschen Schwimm-Verband, Berlin 1929
- Die Gesinnung im Sport. In: Edmund Neuendorff (Hrsg.): Die deutschen Leibesübungen. Großes Handbuch für Turnen, Spiel und Sport, München 1927, S. 140–147
- Deutscher Sportgeist. Ein Buch für jeden Deutschen, Stuttgart 1925
- Der alte Textor, Frankfurt am Main 1924
- Von Goethe zu Dante, Stuttgart 1923
- (mit Ernst Karoß) Das Schwimmen, Stuttgart 1922 (plus diverse Neuauflagen)
- Beiträge zur Kenntnis der seltenen anorganischen Säuren, München 1902 (Diss.)